# Agostino Chigi
Pour les articles homonymes, voir Chigi.
Agostino Andrea Chigi (prononcer Kidji), dit il Magnifico (Sienne, 28 août 1466 – Rome, 11 avril 1520), est un banquier siennois qui fut un des plus importants mécènes de la Renaissance.

## Biographie
Fils de Mariano Chigi, un marchand de Sienne, Agostino Chigi fonde une banque et une maison de commerce qui prospèrent rapidement. En 1485, il s'installe à Rome. Il obtient en 1501 le monopole de l'exploitation des mines d'alun dans les monts de la Tolfa. Il possédait sa propre flotte de commerce. Il entretenait des relations commerciales avec les principales villes d'Europe et jusqu'en Turquie. Au faîte de sa puissance, sa banque comportait 100 succursales et employait 20 000 personnes. Il fut le banquier des souverains pontifes Alexandre VI, Jules II et Léon X et de différents cardinaux.
Il fut également un généreux mécène, soutenant des artistes comme Le Pérugin, Giovanni da Udine, Giulio Romano, Baldassarre Peruzzi, Sebastiano del Piombo, Le Sodoma et Raphaël qu'il commissionna plusieurs fois (chapelle Santa Maria della Pace, chapelle Chigi à l'église Sainte-Marie-du-Peuple).
Il demanda à l'architecte Baldassare Peruzzi de dessiner les plans d'une somptueuse villa, dans le Trastevere sur les bords du Tibre, dont la décoration fut exécutée par Raphaël. On y donna des fêtes fastueuses, où l'on vit d'ailleurs le pape Léon X. Laissée à l'abandon après 1520, pillée par les lansquenets en 1527, cette  Villa Chigi est devenue en 1579 propriété de la famille Farnèse, raison pour laquelle on la connaît aujourd'hui sous le nom de villa Farnesina.
Agostino Chigi fut également le protecteur de l'écrivain Pietro Aretino.
Après son décès, ses successeurs laissèrent ses affaires péricliter et la banque Chigi disparut de même que la maison de commerce qui lui était rattachée.